# روكبورت (مسيسيبي)
روكبورت (بالإنجليزية: Rockport) هي عبارة عن منطقة فردية في مقاطعة كوبيا بولاية مسيسيبي الأمريكية، وتقع على بعد مسافة قصيرة غرب نهر بيرل، وكانت في يوم من الأيام مدينة مزدهرة تعبرها سكة حديدية.

## تاريخ
يعتبر السكان الأصليون أول من احتل المنطقة. تشمل البقايا الأثرية الواقعة بالقرب من روكبورت الفخار والخرز النحاسي والهياكل العظمية والتلال. تأسست كنيسة بابتيست غاليل غربي المستوطنة عام 1825، ولا تزال قائمة إلى الآن. أسست مدينة روكبورت في عام 1849.
نُظِمت كتيبة من جيش الولايات الكونفدرالية في روكبورت في يوليو 1861. كانوا معروفين باسم "روكبورت ستيل براد"، وكانوا جزءًا من فريق مشاة ميسيسيبي السادس. في عام 1870، تم تقديم مشروع قانون إلى مجلس شيوخ ولاية ميسيسيبي لإنشاء عبّارة عبر نهر بيرل في روكبورت. كان للبلدة متجر للأدوية، وصالون حلاقة، ومتاجر، ومحفل ماسوني، وفندق يسمى فندق روكبورت.
بُني خط السكة الحديدية المسمى "نيو أورلينز وجاكسون وغريت نورثرن ريلرود" الذي يعبر من خلال المستوطنة في عام 1909. مرت قطارات مثل ذا بابل عبر عبر المدينة. الخط حاليا مهجور.
بحلول عام 1937، احتوت روكبورت فقط على متجر صغير ومحطة وقود ومكتب بريد وكنيسة.